# Хистеварз
Хистеварз (тадж. Хистеварз; до 2012 — Кистакуз, тадж. Қистақӯз) — село в Гафуровском районе Таджикистана, самое крупное село по населению в Таджикистане. Центр одноименной сельской общины (джамоата дехота).

## Название
В 1932 году уже существовал как административный центр и единственный населённый пункт джамсовета Костакоз района Хаджент, с населением 10 107 человек, преимущественно таджики.
В 1941 году решением исполкома Ленинабадского облсовета образован новый Чкаловский район с центром в селении Костакоз (тадж. Қистақӯз), тем же решением селение переименовано в Чкалов. В 1944 году решением ВС ТадССР селение Чкалов преобразовано в посёлок городского типа с присвоением наименования — Чкаловский. В 1957 году посёлок Чкаловский переименован в Костакоз (тадж. Қистақӯз).
До 2012 года село называлось Кистакуз. Постановлением Маджлиси Милли Маджлиси Оли Республики Таджикистан № 305 от 29 марта 2012 года Кистакузу возвращено историческое название Хистеварз.

## История
В 1887 году Костакоз являлся административным центром волости, объединявшей 2 сельских общества, 10 поселений, 1628 дворов. Был тесно связан с Худжандом. Развивалось ремесленное производство. Было развито искусство декоративной вышивки. Сюзане, выполненные на белой мате (тадж. матоъ — ткань) (особенно трудоемкие), употреблявшиеся в Худжанде, привозились из Костакоза.
С юго-востока граничит с Лейлекским районом Баткенской области Республики Кыргызстан. Общая площадь села около 10 км². Население 62 035 человек (2015 год). Считается вторым по населённости сельским населённым пунктом в мире.
Население в основном занимается сельским хозяйством, торговлей и животноводством. Имеется 11 общеобразовательных школ, 1 интернат, 3 больницы и 2 колхоза, которые в свою очередь включают в себя несколько десятков дехканских хозяйств. Основная сельскохозяйственная культура — хлопок. Также выращивают все виды овощных, бахчевых и фруктовых культур. Система управления считается централизованным (сельсовет). С 1971 года система управления изменена на кишлачный совет.
Председатель джамоата (сельсовета) назначается Исполнительным органом государственной власти Гафуровского района.

## Население
| Год                  | 1908 | 1932 | 1939 | 2010 | 2017 |
| Население, тыс. чел. | 8,2  | 10,1 | 10,9 | 51,8 | 57,4 |